# Edvard I av England
Edvard I (engelska: Edward I), även känd som Edward Longshanks, född 17 juni 1239, död 7 juli 1307, var kung av England 1272–1307.
Han var son till Henrik III av England och Eleanora av Provence. Edvard var cirka 188 cm lång och kallades därför Longshanks (Långskånk) men även Hammer of the Scots (Skottarnas hammare). Under hans regeringstid erövrade England Wales och lyckades behålla Skottland under sin överhöghet. Han tillträdde tronen 21 november 1272 efter faderns död och regerade fram till sin egen död 1307.
Edvard föddes på Westminster Palace 17 eller 18 juni 1239. Han var gift två gånger. I sitt första äktenskap med Eleanora av Kastilien fick han femton barn och hennes död 1290 påverkade Edvard djupt. Han visade sin sorg genom att resa Eleanorkorsen, ett på varje plats där hennes begravningskortege övernattade. I hans andra äktenskap, med Marguerite av Frankrike, dotter till Filip III av Frankrike och Maria av Brabant och känd som Frankrikes pärla av sina engelska undersåtar, föddes tre barn.

## Biografi

### Personlighet
Edvards personlighet utgjorde en stor kontrast mot faderns, som regerade England under Edvards barndom och konsekvent föredrog diplomatiska kompromisser med sina fiender. Edvard hade redan som prins visat sig vara en maktlysten och otålig man som visat stor militär styrka genom att besegra Simon de Montfort i slaget vid Evesham 1265. Han var känd som en som behandlade rebeller och andra fiender med stor grymhet. Han förföljde sina kusiner, de överlevande medlemmarna av familjen de Montfort.

### Korståg
1269 anlände den påvlige legaten Kardinal Ottobono till England och vädjade till prins Edvard och hans bror Edmund att delta i det Åttonde korståget tillsammans med Ludvig IX av Frankrike. För att finansiera detta korståg tvingades Edvard att låna stora summor från Ludvig XI och judarna i England. Forskare som P.R. Coss har beräknat att Edward samlade ihop och använde mer än en halv miljon livre. Antalet riddare och följeslagare som for med Edvard på korståget var ganska litet, omkring 230 riddare. Många av medlemmarna i Edvards expedition var nära vänner och släktingar, däribland hans maka Eleanora av Kastilien, hans bror Edmund och hans kusin Henry De Alamain. Deras ursprungliga syfte var att befria den belägrade kristna befästningen Akko men Ludvig hade avletts till Tunis. Då Edvard anlände till Tunis hade Ludvig avlidit av sjukdom. Huvuddelen av de franska trupperna i Tunis återvände hem men en liten del anslöt sig till Edvard för att tåga mot Akko i det Nionde korståget. Efter ett kort uppehåll på Cypern förhandlade Edvard med mongolerna för att finna allierade gentemot Sultan Baibars av Egypten. Det kom inte att förverkligas. 1271 anlände Hugo III av Cypern med en grupp riddare. Förstärkningen ingav Edvard mod att plundra staden Ququn. Kort därefter undertecknade Edvard ett tioårigt fredsfördrag med Baibars. Vid denna tid var Edvard nära att bli lönnmördad men han lyckades värja sig mot angriparen, genom att - enligt Matthew Paris - klubba ned honom med ett metallstativ. Edvard lämnade Heliga landet och återvände till England 1272.
Edvards korståg var oansenligt och gav bara staden Akko en tioårig frist. Men Edvards anseende ökade dock efter deltagandet i korståget och han hyllades av några samtida källor som den nye Rickard Lejonhjärta. Några historiker anser att Edvard tog intryck av de borgar han såg under korstågstiden och det inverkade på de borgar som han senare lät bygga i Wales, såsom Caernarfon Castle.

### Kriget mot Wales

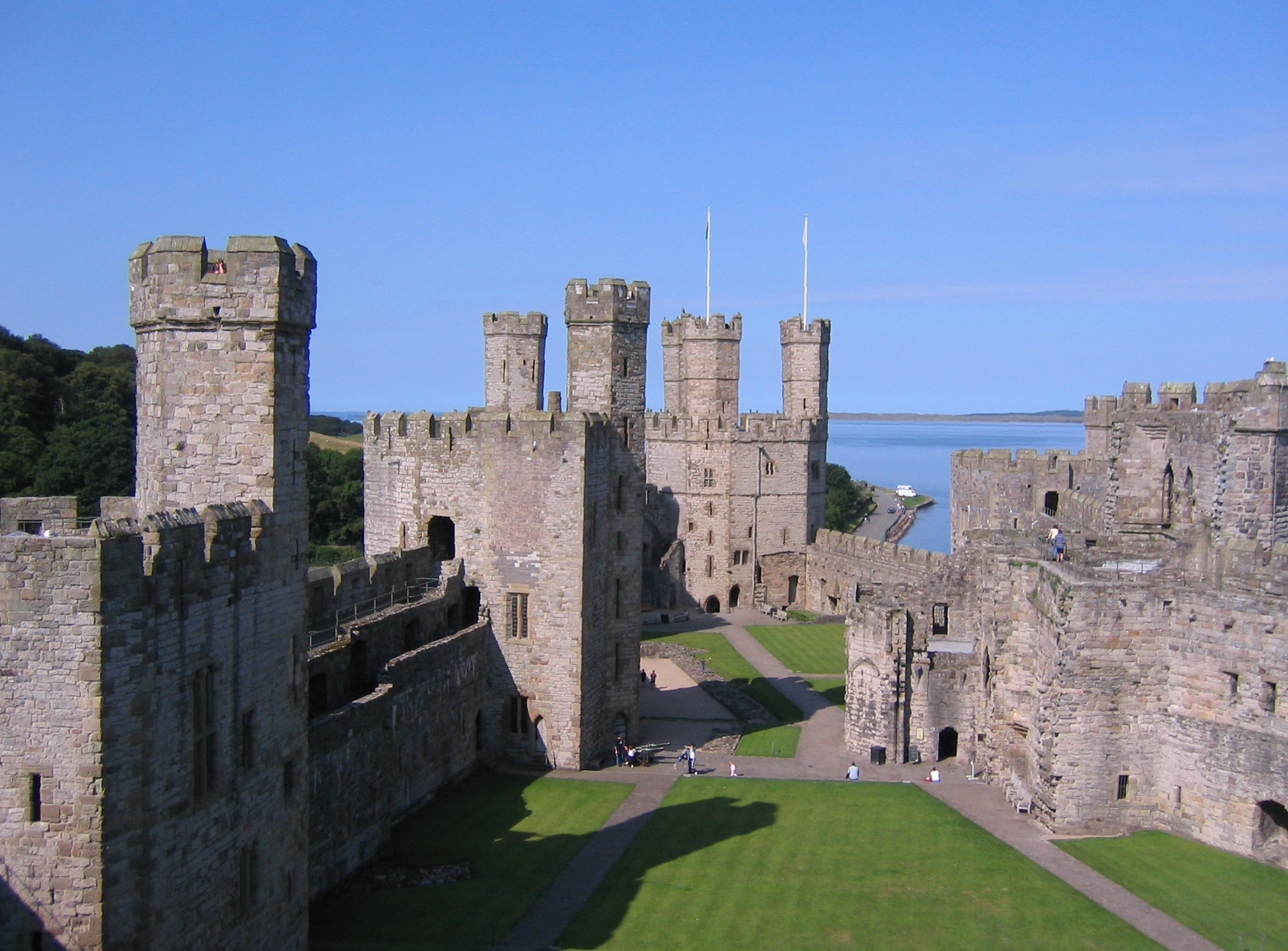
Caernarfon Castle.

En av Edvards tidiga bedrifter var erövringen av Wales. I Montgomeryfördraget 1267 hade Llewelyn ap Gruffydd (som betyder Lik ett lejon) utökat de walesiska territorierna söderut och fick titeln Prins av Wales trots att han fortfarande var underlydande den engelska kungen. Edvard vägrade att erkänna fördraget som slutits av hans far. 1275 gensköt Edvards lejda pirater ett skepp där Eleanor de Montfort, Simon de Montforts enda dotter, befann sig på väg från Frankrike (där hennes familj hade levt i landsflykt) till Wales, där hon skulle gifta sig med den dåvarande härskaren Llewelyn ap Gruffydd. Parternas familjer hade tidigare arrangerat äktenskapet, då en allians med Simon de Montfort fortfarande var av betydelse. Llywelyn ville dock fortfarande gifta sig med henne, främst för att reta sin fiende sedan länge, Edvard. Genom att kapa skeppet kom Edvard över Eleanor och spärrade in henne i Windsor Castle. Efter att Llewelyn gång på gång vägrade att erkänna Edvards överhöghet 1274-5, rustade Edvard en armé och inledde sitt första fälttåg mot den walesiske prinsen. Efter detta blev Llewelyn tvungen att erkänna Edwards överhöghet och berövades allt utom ett litet område, Gwynedd. Men Edvard tillät Llewelyn behålla titeln Prins av Wales och bröllopet mellan Llewelyn och Eleanor de Montfort genomfördes.
Llewelyns yngre bror, Dafydd, som under en kort tid hade varit en av engelsmännens allierade, satte dock igång ytterligare ett uppror 1282. Llewelyn dog kort därefter i en skärmytsling. Därefter krossade Edvard resten av motståndet och tillfångatog, torterade brutalt och avrättade Dafydd följande år. För att befästa sin erövring lät han bygga en mängd massiva stenfort runt området, varav Caernarfon Castle utgör ett anmärkningsvärt exempel som bevarats till våra dagar. Wales inlemmades i England under Rhuddlanstadgan 1284 och 1301 gjorde Edvard sin äldste son Edvard till prins av Wales och sedan dess har den äldste sonen till varje engelsk monark burit denna titel.

### Antisemitism
För att bekosta erövringen av Wales beskattade Edvard I de judiska bankirerna. Resultatet av Edvards maktlystnad ledde till att de gjordes utfattiga. Antisemitismen var utbredd och det var en attityd som funnits länge bland de kristna. Den ökade markant och då judarna inte längre kunde betala anklagade staten dem för illojalitet. Deras yrkesmöjligheter var redan inskränkta men Edvard förbjöd dem även att låna ut pengar. Sedan rasismen och antisemitismen växt deklarerade Edvard att judarna utgjorde ett hot mot riket och de inte längre skulle få röra sig fritt. Judarna tvingades bära ett gult märke i form av en stjärna på ytterkläderna så de skulle kunna identifieras offentligt, en idé som Adolf Hitler skulle komma att ta efter 650 år senare. Iden kan Edward ha fått från Korstågen i Mellanöstern där det var vanligt att kalifaten hade regler som tvingande Judarna att bära stjärnor på sina kläder.
Under kung Edvards förföljelse av judar arresterades alla familjeöverhuvuden i judiska hushåll. Myndigheterna tog över 300 av dem till Towern och avrättade dem medan andra dödades i sina hem. Slutligen, 1290, landsförvisades alla judar från riket genom Edict of Expulsion.

### Kriget mot Skottland

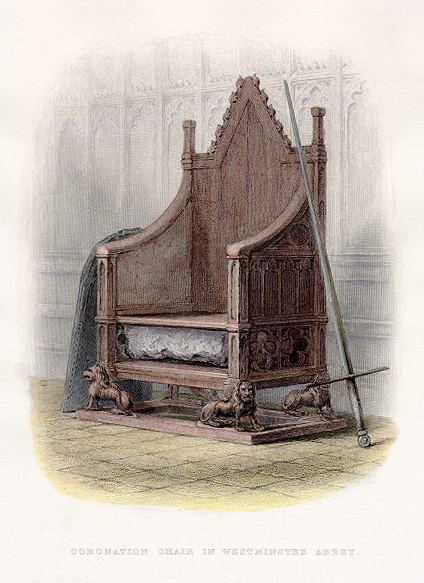
Kung Edvards stol med Sconestenen.

Edward vände sedan sin blick mot Skottland och 19 maj 1291 erkände de skotska adelsmännen Edvard I:s auktoritet. Han planerade att gifta bort sin son med barndrottningen Margareta av Skottland, men då Margareta dog bestämde den skotska adeln att Edvard skulle utse hennes efterträdare bland olika tronpretendenter och han valde John Balliol. Edvard var mån om att utnyttja sin överhöghet över Skottland och han hoppades att John Balliol skulle vara den fogligaste kandidaten. Edvard kallade John Balliol till Westminster 1293 och klargjorde att han förväntade sig Johns militära och finansiella stöd gentemot Frankrike. Detta blev dock för mycket för Balliol, som slöt en pakt med Frankrike och rustade en armé för att invadera England.
Edvard samlade ihop sin hittills största armé och raserade Berwick fullständigt och massakrerade dess invånare och fortsatte i Dunbar och Edinburgh. Ödesstenen flyttades från Scone Palace till Westminster Abbey. Fram till 1996 utgjorde den sätet på Kung Edvards stol, på vilken alla engelska monarker sedan 1308 har krönts, med undantag för Maria I. 1996 återlämnades stenen till Skottland och kommer bara tas tillbaka till England tillfälligt vid kungliga kröningsceremonier. Balliol avsade sig kronan och spärrades in i Towern under tre år, innan han fick dra sig tillbaka till sina gods i Frankrike. Alla markägare i Skottland tvingades svära en trohetsed till Edvard och han styrde Skottland som en provins genom engelska vicekungar.
Motståndet växte och utbröt i skotska frihetskriget och Edvard avrättade William Wallace 23 augusti 1305 efter att tidigare ha besegrat honom i Slaget vid Falkirk (1298). Hans plan att ena de båda länderna förverkligades aldrig under hans levnad och han dog 1307 vid Burgh by Sands, Cumberland på den skotska gränsen, då han var på ytterligare ett fälttåg mot skottarna, pådriven av Wallaces martyrskap och Robert de Bruces ledarskap. Han begravdes i Westminster Abbey, vilket han inte velat. Hans son, Edvard II av England, efterträdde honom.

## I fiktion
Edvard I spelas av  Patrick McGoohan i filmen Braveheart (1995), en film om William Wallace.

## Äktenskap och barn
- med Eleanora av Kastilien:

1. Dotter, dödfödd i maj 1255 i Bordeaux, Frankrike.
2. Katherine, levde 17 juni 1264, dog 5 september 1264 och begravdes i Westminster Abbey.
3. Eleanor, född 18 juni 1264 och dog 12 oktober 1297. g.m (1) Alfons III av Aragonien, (2) greve Henry III av Bar.
4. Joan, född i januari 1265, begraven i Westminster Abbey före 7 september 1265.
5. John, född 13 juli 1266, dog 3 augusti 1271 i Wallingford, i sin gammelfarbror Rickards vård. Begraven i Westminster Abbey.
6. Henry, född före 6 maj 1268, dog 16 oktober 1274.
7. Dotter, född i maj 1271 i Palestina och dog före september 1271.
8. Joan av Acre född maj 1271 och dog 7 april 1307. g.m (1) Gilbert de Clare, 7:e earl av Hertford, (2) Ralph de Monthermer, 1:e baron Monthermer.
9. Alphonso, earl av Chester, född 24 november 1273, dog 19 augusti 1284, begraven i Westminster Abbey
10. Margaret av England, född 15 mars 1275 och dog efter 1333. g.m John II av Brabant.
11. Berengaria, född 1 maj 1276 och dog före 27 juni 1278, begraven i Westminster Abbey.
12. Dotter, dog kort efter födelsen i januari 1278.
13. Mary, född 11 mars 1279 och dog 29 maj 1332, nunna i Amesbury.
14. Elizabeth av Rhuddlan, född i augusti 1281 i Rhuddlan, dog 5 maj 1316. g.m (1) John I, greve av Holland, (2) Humphrey de Bohun, 4:e earl av Hereford & 3:e earl av Essex
15. Edvard II av England, född 25 april 1284 i Caernarvon, dog 21 september 1327. g.m Isabella av Frankrike

- med Marguerite av Frankrike

1. Thomas av Brotherton, 1:e earl av Norfolk
2. Edmund av Woodstock, 1:e earl av Kent
3. Eleanor

## Anfäder
|          |  |  |  |  |  |  |  |                       |  |  |  |  |  |  |  |                                 |  |  |  |  |  |  |  | Henrik II av England    |
|          |  |  |  |  |  |  |  |                       |  |  |  |  |  |  |  |                                 |  |  |  |  |  |  |  |                         |
|          |  |  |  |  |  |  |  |                       |  |  |  |  |  |  |  | Johan av England                |  |  |  |  |  |  |  |                         |
|          |  |  |  |  |  |  |  |                       |  |  |  |  |  |  |  |                                 |  |  |  |  |  |  |  |                         |
|          |  |  |  |  |  |  |  |                       |  |  |  |  |  |  |  |                                 |  |  |  |  |  |  |  | Eleonora av Akvitanien  |
|          |  |  |  |  |  |  |  |                       |  |  |  |  |  |  |  |                                 |  |  |  |  |  |  |  |                         |
|          |  |  |  |  |  |  |  | Henrik III av England |  |  |  |  |  |  |  |                                 |  |  |  |  |  |  |  |                         |
|          |  |  |  |  |  |  |  |                       |  |  |  |  |  |  |  |                                 |  |  |  |  |  |  |  |                         |
|          |  |  |  |  |  |  |  |                       |  |  |  |  |  |  |  |                                 |  |  |  |  |  |  |  | Aymer av Angoulême      |
|          |  |  |  |  |  |  |  |                       |  |  |  |  |  |  |  |                                 |  |  |  |  |  |  |  |                         |
|          |  |  |  |  |  |  |  |                       |  |  |  |  |  |  |  | Isabella av Angoulême           |  |  |  |  |  |  |  |                         |
|          |  |  |  |  |  |  |  |                       |  |  |  |  |  |  |  |                                 |  |  |  |  |  |  |  |                         |
|          |  |  |  |  |  |  |  |                       |  |  |  |  |  |  |  |                                 |  |  |  |  |  |  |  | Alix av Courtenay       |
|          |  |  |  |  |  |  |  |                       |  |  |  |  |  |  |  |                                 |  |  |  |  |  |  |  |                         |
| Edvard I |  |  |  |  |  |  |  |                       |  |  |  |  |  |  |  |                                 |  |  |  |  |  |  |  |                         |
|          |  |  |  |  |  |  |  |                       |  |  |  |  |  |  |  |                                 |  |  |  |  |  |  |  | Alfons II av Provence   |
|          |  |  |  |  |  |  |  |                       |  |  |  |  |  |  |  |                                 |  |  |  |  |  |  |  |                         |
|          |  |  |  |  |  |  |  |                       |  |  |  |  |  |  |  | Raimond Berengar IV av Provence |  |  |  |  |  |  |  |                         |
|          |  |  |  |  |  |  |  |                       |  |  |  |  |  |  |  |                                 |  |  |  |  |  |  |  |                         |
|          |  |  |  |  |  |  |  |                       |  |  |  |  |  |  |  |                                 |  |  |  |  |  |  |  | Garsenda av Forcalquier |
|          |  |  |  |  |  |  |  |                       |  |  |  |  |  |  |  |                                 |  |  |  |  |  |  |  |                         |
|          |  |  |  |  |  |  |  | Eleonora av Provence  |  |  |  |  |  |  |  |                                 |  |  |  |  |  |  |  |                         |
|          |  |  |  |  |  |  |  |                       |  |  |  |  |  |  |  |                                 |  |  |  |  |  |  |  |                         |
|          |  |  |  |  |  |  |  |                       |  |  |  |  |  |  |  |                                 |  |  |  |  |  |  |  | Thomas Ι av Savojen     |
|          |  |  |  |  |  |  |  |                       |  |  |  |  |  |  |  |                                 |  |  |  |  |  |  |  |                         |
|          |  |  |  |  |  |  |  |                       |  |  |  |  |  |  |  | Beatrice av Savojen             |  |  |  |  |  |  |  |                         |
|          |  |  |  |  |  |  |  |                       |  |  |  |  |  |  |  |                                 |  |  |  |  |  |  |  |                         |
|          |  |  |  |  |  |  |  |                       |  |  |  |  |  |  |  |                                 |  |  |  |  |  |  |  | Margareta av Genève     |
|          |  |  |  |  |  |  |  |                       |  |  |  |  |  |  |  |                                 |  |  |  |  |  |  |  |                         |